# 杭全神社

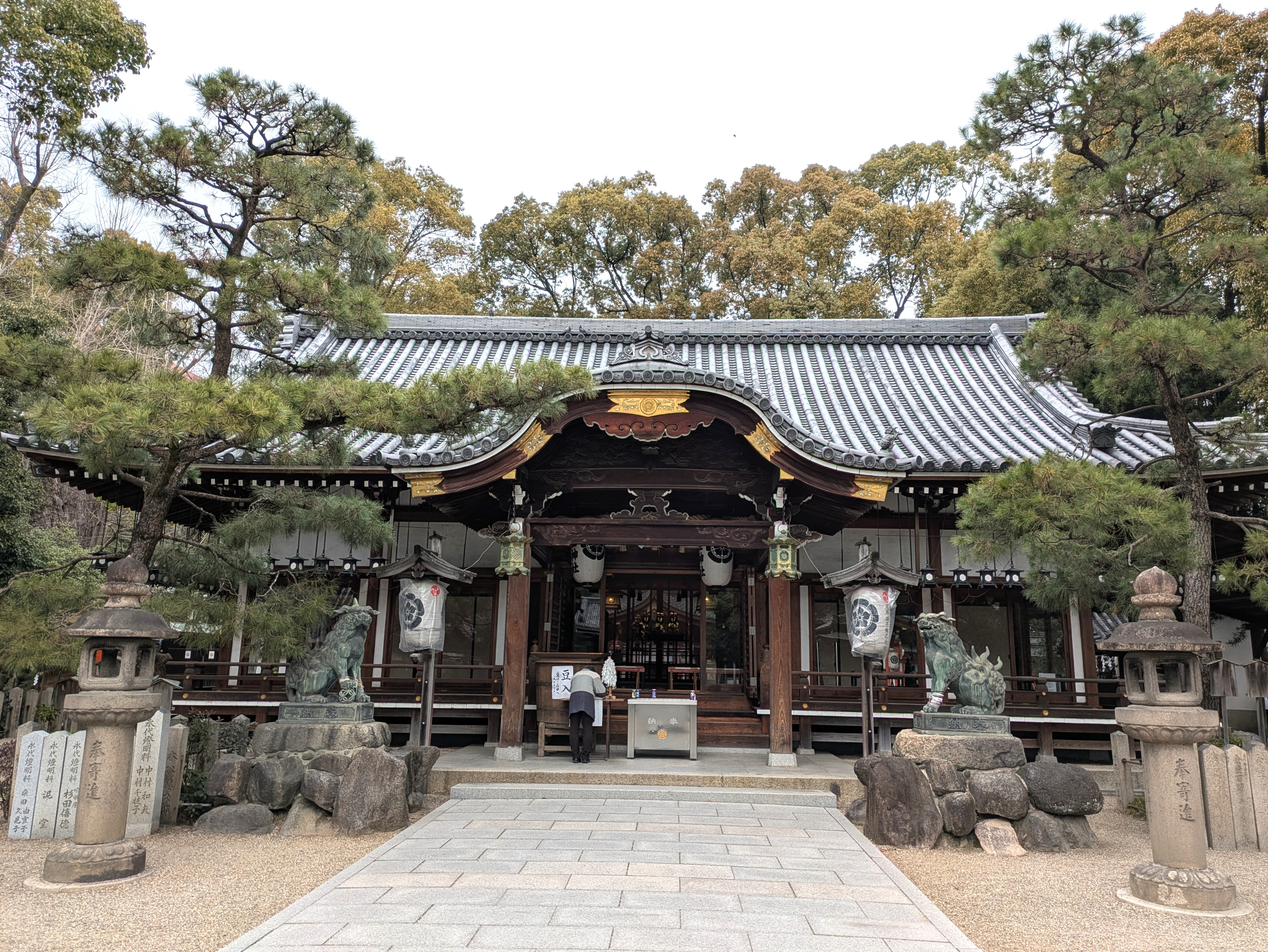
拝殿

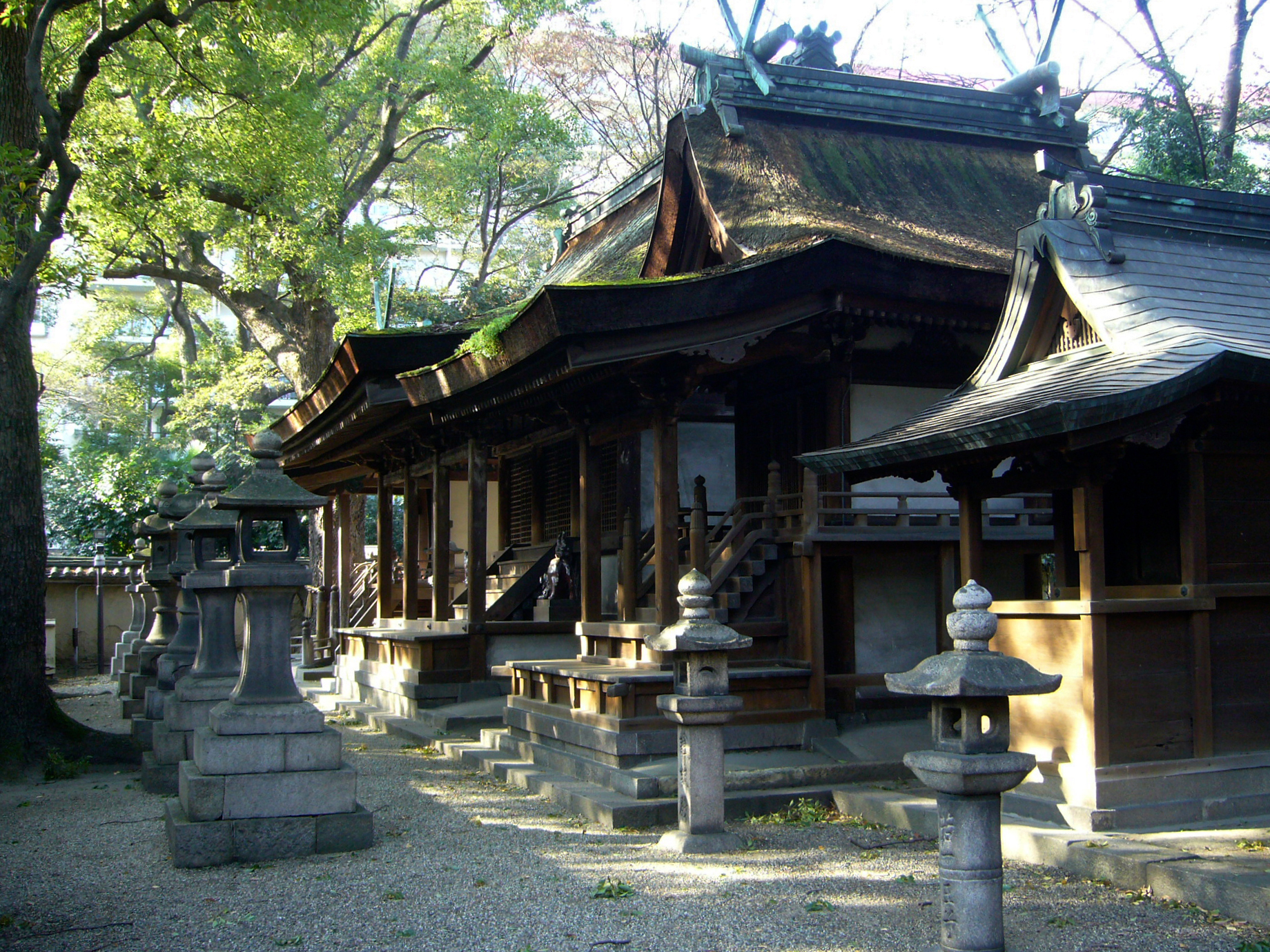
本殿

杭全神社（くまたじんじゃ）は元は熊野権現社 熊野三所権現 大阪市平野区平野宮町にある神社。旧社格は府社。坂上氏の氏神、平野郷町の氏神として崇敬を受けている。夏祭り（平野だんじり祭）が毎年7月11 - 14日に行われ、付近の国道25号の走行が規制される。

## 歴史
貞観4年（862年）、征夷大将軍坂上田村麻呂の孫で、この地に荘園を有していた坂上当道が牛頭天王（素盞嗚尊）を勧請し、現在の第一本殿である祇園社を創建したのが最初と伝えられている。
建久元年（1190年）には現在の第三本殿である熊野證誠権現（伊弉諾尊）を建立する。元亨元年（1321年）には現在の第二本殿となる熊野三所権現（伊弉册尊・速玉男尊・事解男尊）を建立して諸殿を修復し、後醍醐天皇から「熊野三所権現」の詔勅を賜って祇園社を中心としていた当社を熊野権現の総社に改めている。
明治時代になると神仏分離によって仏教関係のものは概ね長宝寺に移された。1870年（明治3年）、熊野権現社の総社とされていたのを改めて本来の祇園社を本社、熊野三所権現を雑社熊野神社とし、證誠殿を摂社、田村堂を別社として社名を平野熊野三所権現から杭全神社に改めた。
1872年（明治5年）に郷社となる。1906年（明治39年）には指定神社となり、翌1907年（明治40年）に神饌幣帛料供進社に指定された。1930年（昭和5年）に府社に昇格する。
日本で唯一連歌所が残されている。連歌会は明治以降廃れていたが、1987年（昭和62年）に復活され、現在、毎月定期的に平野法楽連歌会が催されている。1999年（平成11年）からはインターネット連歌が始まった。初代の連歌所は室町時代に建てられたが、大坂冬の陣で焼かれている。現存するのは宝永5年（1708年）に再建されたもので、大阪市指定有形文化財になっている。
境内の南は杭全公園、北は新杭全公園となっており、東は平野郷を囲んでいた環濠の一部が残っている。

## 祭神
主祭神は以下の5柱。
- 第一本殿 - 素盞嗚尊（牛頭天王）
- 第二本殿 - 伊弉册尊・速玉男尊・事解男尊（熊野三所権現）
- 第三本殿（証誠殿） - 伊弉諾尊（熊野證誠権現）

## 境内
- 第一本殿（重要文化財） - 元禄3年（1690年）建立の春日大社第三殿を正徳元年（1711年）に移築したもの。一間社春日造、檜皮葺き。
- 第二本殿（重要文化財） - 永正10年（1513年）12月26日建立。三間社流造、檜皮葺き。
- 第三本殿（証誠殿、重要文化財） - 永正10年（1513年）12月26日建立。一間社春日造、檜皮葺き。
- 若一王子社 - 祭神：若歳神。永正10年（1513年）建立。
- 八王子社 - 祭神：正哉吾勝勝速日天之忍穂耳命、天穂日命、天津彦根命、活津彦根命、熊野久須比命、多岐理比売命、多岐津比売命、狭依比売命。永正10年（1513年）建立。
- 天満宮 - 祭神：菅原道真命
- 皇大神宮 - 祭神：天照皇大神
- 中門 - 廻廊に門が3つ連なっている。
- 廻廊
- 拝殿 - 安政5年（1858年）再建。
- 鎮守社 - 祭神：粟柄神
- 連歌所（大阪市指定有形文化財） - 宝永5年（1708年）再建。日本で唯一現存している連歌所。毎月定期的に平野法楽連歌会が催されている。
- 社務所
- 吉岡稲荷社 - 祭神：宇賀御魂神
- 源光社
- 十柱社 - 祭神：戎社（事代主命）、大国社（大己貴命）、多賀社（伊弉諾尊）、中井社（素盞嗚尊）、住吉社（中筒男命）、八幡宮（誉田別命）、松尾社（大山咋命）、金比羅宮（金山彦命）、愛宕社（火産霊神）、加茂社（別雷命）
- 田村社（祖霊社） - 祭神：坂上田村麿、広野麿および坂上家の祖霊、平野郷七名家祖霊、平野郷町の功労者、日清日露両戦争から第二次世界大戦に至る戦没者の霊。元は慶安2年（1649年）建立の神宮寺大師堂（弘法大師を祀る）だが、神仏分離により長宝寺の田村堂に祀られていた田村麻呂像を移して田村堂にし、弘法大師像は長宝寺に移された。
- 恵比須社 - 祭神：事代主命
- 宝蔵
- 絵馬堂
- 垂乳根いちょう - 「おちち」の神様。大阪市指定保存樹。樹齢700年。
- 大門
- 瑞鳳殿
- 遥拝所
- くすのき社 - 巨楠は樹齢千年で、大阪府指定天然記念物。
- 境外
  - 弁天池
  - 宇賀社 - 祭神：市杵島姫命。弁天池に鎮座。
  - 天満宮拝所 - 本殿の横にある天満宮を拝むための拝所。弁天池の横にある。

### 飛地境外摂社
- 赤留比売命神社 - 祭神：赤留比賣命。式内社。江戸時代は「三十歩社」と称していた。
  - 拝殿
- 住吉社
- 金刀比羅社
- 天満宮
- 吉岡稲荷大明神
- 社務所

## 文化財

### 重要文化財
- 第一本殿 附：棟札 1枚
- 第二本殿 附：棟札 4枚
- 第三本殿 附：棟札 2枚

### 大阪府指定天然記念物
- くす（巨楠）

### 大阪府指定有形民俗文化財
- 杭全神社の御田植用具一式 附：翁面由緒巻一巻

### 大阪府指定無形民俗文化財
- 杭全神社の御田植（杭全神社御田植神事保存会）

### 大阪市指定有形文化財
- 連歌所
- 杭全神社神宮寺仏画群 1括 13点 附：11点

### 大阪市指定保存樹
- いちょう - 樹齢700年。
- クスノキ 9本

## 祭事
1月
- 歳旦祭（さいたんさい、1日）
- 注連縄上げ（しめなわあげ、3日）
- 宇賀祭（8日）
- 美保祭（9 - 11日） - えびす祭とも
- 成人祭・とんど（せいじんさい、15日）

2月
- 節分祭・星祭（3日）
- 建国記念祭（けんこくきねんさい、11日）

3月
- 献花祭（けんかさい、3日）
- 稲荷社初牛祭（旧初牛の日）
- 卒業祭（15日）
- 祖霊祭（20日春分の日）

4月
- 入学祭（1日）
- 御田植神事（13日）
- 赤留比賣命神社例祭（16日）

5月
- 末社祭（21日）
- 田村祭（23日）

6月
- 大祓式（30日）

7月
- 夏祭無事遂行祈願祭（1日）
- 夏祭（11 - 14日） - 平野だんじり祭
- 赤留比賣命神社夏祭（31 - 8月1日）

9月
- 祖霊祭（23日秋分の日）

10月
- 例祭（17日）
- 鎮守の森フェスティバル（例祭直近の日曜日） - 秋祭

11月
- 鎮火祭（ちんかさい、15日）

12月
- 大祓式・除夜祭（31日）

## 現地情報
所在地
- 大阪市平野区平野宮町2-1-67

交通アクセス
- 平野駅 (JR西日本)
- 大阪シティバス「平野宮前」停留所
- 近鉄バス「平野宮町二丁目」停留所